# SVT World
SVT World (anciennement TV4, SVT4 puis SVT Europa) était une chaîne de télévision publique suédoise appartenant au groupe Sveriges Television. Accessible uniquement sur abonnement, elle était destinée aux communautés suédoises du monde entier, qui pouvaient ainsi garder un contact avec leur pays d'origine. Sa grille des programmes était un condensé des productions des principales chaînes publiques du pays, SVT1, SVT2, SVT Barnkanalen et SVT24. Pour des raisons de droits de diffusion, SVT World ne reprenait pas certaines émissions pourtant diffusées sur les chaînes du réseau hertzien, notamment les séries et les films étrangers.

## Histoire

### Débuts
C'est en 1988 que Sveriges Television décide de créer une chaîne dédiée au départ à la minorité suédoise de Finlande : TV4, devenue SVT4. Cette dernière devient en 1997 une chaîne à vocation internationale, destinée à permettre aux Suédois vivant en dehors des frontières nationales de profiter de programmes du pays. Au contraire de certains groupes publics européens, qui choisissent de diffuser en clair (voir TVE Internacional en Espagne, RTP Internacional au Portugal, ERT World en Grèce...), Sveriges Television opte pour le modèle britannique de BBC Prime, chaîne à péage réunissant des programmes issus de BBC One et BBC Two, et commercialisée dans toute l'Europe. 
Au départ, SVT Europa n'est disponible que sur certains réseaux câblés, dans certains hôtels, et toujours sur le réseau hertzien finlandais (elle restera disponible par ce biais jusqu'en 2007, année du passage au « tout numérique » en Finlande). Elle est ensuite commercialisée directement, la gestion des abonnements étant confiée à la société ConNova. Les particuliers désirant recevoir la chaîne doivent alors s'équiper d'une parabole dirigée vers le satellite Sirius 2 (5° est) et d'un terminal numérique équipé d'un contrôle d'accès Viaccess.

### Nouveaux marchés et changement de nom
En 2005, SVT Europa commence à émettre également sur le satellite Thaïcom 5, permettant une réception directe en Asie, mais aussi en Afrique orientale et en Australie (nécessitant toutefois des paraboles, d'assez grande taille, pouvant atteindre deux à trois mètres de diamètre, conséquence de la diffusion en bande C). En Europe, la chaîne change de position satellitaire en 2007, passant de Sirius 2 à Eurobird 9A, dont le faisceau E couvre non seulement toute l'Europe, mais aussi une partie de l'Afrique du Nord et de l'Asie centrale). Cette conquête de nouveaux marchés entraîne un changement de nom de la chaîne, qui devient SVT World en 2009.
SVT World était basée sur une sélection des meilleurs programmes de la télévision publique suédoise. Sa grille des programmes était celle d'une chaîne généraliste, et comprenait des informations, des magazines, des dessins animés, des séries, des documentaires, des jeux et des variétés. Elle était calquée sur la première chaîne, SVT1, dont elle reprenait en direct la majorité des programmes. En 2009, SVT World est passée du standard 4:3 au 16:9. Elle disposait du service de teletexte de Sveriges Television.

### Disparition
Selon la décision du conseil d'administration de SVT en octobre 2016, la chaîne ferme le 30 avril 2017. La décision a été prise en raison de la concurrence accrue et car les émissions en Finlande avaient cessé.